# Nukleozydy
| Zasada heterocykliczna | Nukleozyd           | Deoksynukleozyd     |
| ---------------------- | ------------------- | ------------------- |
| adenina                | adenozyna A         | deoksyadenozyna dA  |
| guanina                | guanozyna G         | deoksyguanozyna dG  |
| tymina                 | 5-metylourydyna m5U | tymidyna T          |
| uracyl                 | urydyna U           | 2′-deoksyurydyna dU |
| cytozyna               | cytydyna C          | deoksycytydyna dC   |

Nukleozydy – organiczne związki chemiczne, glikozoaminy zbudowane z zasady azotowej połączonej wiązaniem β-N-glikozydowym z pentozami (rybozą, deoksyrybozą lub rybitolem).
W zależności od rodzaju zasady azotowej wyróżnia się (wytłuszczeniem oznaczono):
- nukleozydy purynowe:
  - adenozyna[a]
  - guanozyna[a]
  - inozyna
  - ksantozyna
- nukleozydy pirymidynowe:
  - cytydyna[a]
  - urydyna (w RNA)[a]
  - tymidyna (w DNA)[a]
  - 2′-deoksyurydyna
  - 5-metylocytydyna
  - 5-metylourydyna
- nukleozydy nikotynamidowe:
  - mononukleozyd nikotynamidowy (NMN+)
- nukleozydy flawinowe:
  - flawinomononukleozyd – tworzy z AMP dinukleotyd flawinoadeninowy (FAD).

Jeśli w skład nukleozydu wchodzi cukier deoksyryboza, nazwy odpowiednich nukleozydów należy poprzedzić przedrostkiem deoksy, np.
- deoksyadenozyna
- deoksyguanozyna
- deoksycytydyna

Wyjątkiem od tej zasady jest deoksyrybonukleozyd tymidyna, którego odpowiednikiem w serii rybo jest 5-metylourydyna.
Nukleozydy mogą być fosforylowane przez specyficzne kinazy. Powstające w ten sposób nukleotydy lub deoksynukleotydy są elementami budulcowymi odpowiednio RNA i DNA. Trifosforany nukleozydów wykorzystywane są jako przenośniki energii w komórce.
Nukleozydy modyfikowane chemicznie służą jako leki antywirusowe, np. AZT, ddU (2′,3′-dideoksyurydyna), acyklowir, gancyklowir.